# Alberto Molina Castillo
Alberto Molina Castillo (Sevilla, 15 de agosto de 1960) es un deportista español que compitió en remo.
Ganó cinco medallas en el Campeonato Mundial de Remo entre los años 1981 y 1986. Es hermano del también remero Fernando Molina Castillo.

## Palmarés internacional
| Campeonato Mundial | Campeonato Mundial       | Campeonato Mundial | Campeonato Mundial        |
| Año                | Lugar                    | Medalla            | Prueba                    |
| ------------------ | ------------------------ | ------------------ | ------------------------- |
| 1981               | Múnich (RFA)             | Medalla de bronce  | Ocho con timonel ligero   |
| 1982               | Lucerna (Suiza)          | Medalla de bronce  | Ocho con timonel ligero   |
| 1983               | Duisburgo (RFA)          | Medalla de oro     | Cuatro sin timonel ligero |
| 1984               | Montreal (Canadá)        | Medalla de oro     | Cuatro sin timonel ligero |
| 1986               | Nottingham (Reino Unido) | Medalla de bronce  | Cuatro sin timonel ligero |